# Giunta regionale della Toscana
La Giunta regionale della Toscana ha sede a Firenze, presso il "Palazzo Strozzi di Mantova" e rappresenta l'organo esecutivo dell'ente, ossia il governo locale.

## Composizione

### X legislatura (2015-2020)
| Assessore           | Partito                                                   | Carica         | Competenze/Deleghe | Note  |
| ------------------- | --------------------------------------------------------- | -------------- | --- | ----- |
| Enrico Rossi        | Partito Democratico                                       | Presidente     | Rapporti della Regione con il Governo e l'UE, Programmazione e attuazione delle politiche regionali di coesione e delle politiche dell'innovazione, Informazione e comunicazione istituzionale, Coordinamento progetti speciali, crisi aziendali, forum sociali | [ 2 ] |
| Monica Barni        | Partito Democratico                                       | Vicepresidente | Politiche culturali, Rapporti con Università e centri di ricerca, Promozione della ricerca scientifica e coordinamento dell'attività di ricerca nei vari settori, Politiche per l'alta formazione e il diritto allo studio universitario, Progetti per la cultura della memoria | [ 2 ] |
| Vittorio Bugli      | Partito Democratico                                       | Assessore      | Partecipazione della Giunta ai lavori delle Conferenze dei Presidenti, Stato –Regioni e Unificata, Rapporti tra la Giunta e il Consiglio regionale, Riforme istituzionali, federalismo, rapporti con gli Enti locali, Aree metropolitane e Città metropolitane, Patrimonio e sedi regionali, Partecipazione, Bilancio, finanze e tributi                                                          | [ 2 ] |
| Vincenzo Ceccarelli | Partito Democratico                                       | Assessore      | Infrastrutture per la mobilità, logistica, viabilità e trasporti, Cave, Urbanistica e pianificazione, Governo del territorio, programmazione e coordinamento per gli interventi di tutela e valorizzazione del paesaggio, Cartografia, Edilizia residenziale pubblica e politiche per fronteggiare l'emergenza abitativa e gli sfratti                                                            | [ 2 ] |
| Stefano Ciuoffo     | Partito Democratico                                       | Assessore      | | [ 2 ] |
| Federica Fratoni    | Partito Democratico                                       | Assessore      | | [ 2 ] |
| Cristina Grieco     | Partito Democratico                                       | Assessore      | | [ 2 ] |
| Marco Remaschi      | Partito Democratico                                       | Assessore      | Agricoltura: sostegno alle imprese e alle produzioni agricole e zootecniche, sviluppo rurale, foreste, caccia e pesca, agriturismo, Politiche per la montagna, Politiche per il mare | [ 2 ] |
| Stefania Saccardi   | Partito Democratico (fino al 2019) Italia Viva (dal 2019) | Assessore      | Iniziative per il welfare sociale regionale: interventi in materia di infanzia, giovani e famiglie; marginalità sociali e servizio civile regionale, Integrazione socio-sanitaria, Sport, Diritto alla salute, Politiche per la promozione della salute, la prevenzione, la cura e la riabilitazione, Politiche regionali per le questioni carcerarie, Organizzazione e programmazione del S.S.R. | [ 2 ] |

### XI legislatura (2020-)
| Assessore          | Partito                                                    | Carica                                                                                            |
| ------------------ | ---------------------------------------------------------- | ------------------------------------------------------------------------------------------------- |
| Eugenio Giani      | Partito Democratico                                        | Presidente                                                                                        |
| Stefania Saccardi  | Italia Viva                                                | Vicepresidente e Assessore all’agroalimentare, caccia, pesca e Toscana Diffusa "aree interne"     |
| Stefano Ciuoffo    | Partito Democratico                                        | Assessore alle infrastrutture tecnologiche, semplificazione, sicurezza e immigrazione             |
| Stefano Baccelli   | Partito Democratico                                        | Assessore a infrastrutture, mobilità e governo del territorio                                     |
| Alessandra Nardini | Partito Democratico                                        | Assessore all’istruzione, università, ricerca, politiche di genere e formazione                   |
| Leonardo Marras    | Partito Democratico                                        | Assessore alle attività produttive, economia, credito, turismo e lavoro                           |
| Monia Monni        | Partito Democratico                                        | Assessore all’ambiente, economia circolare, difesa del suolo, lavori pubblici e protezione civile |
| Simone Bezzini     | Partito Democratico                                        | Assessore al diritto alla salute e alla sanità                                                    |
| Serena Spinelli    | Articolo Uno (fino al 2023) Partito Democratico (dal 2023) | Assessore al sociale, edilizia residenziale pubblica e cooperazione internazionale                |